# 苏弗勒河畔格里赛姆
苏弗勒河畔格里赛姆（法語：Griesheim-sur-Souffel，发音：[gʁisaim.syʁ.sufəl]；德语：Griesheim）是法国下莱茵省的一个市镇，属于萨韦尔讷区（Saverne）和布克斯维莱尔县（Bouxwiller）。该市镇总面积4.19平方公里，2009年时的人口为1142人。

## 人口
苏弗勒河畔格里赛姆人口变化图示